# تچولا (میسیسیپی)
تچولا (به انگلیسی: Tchula) شهرکی در ایالت میسیسیپی کشور ایالات متحده آمریکا است که جمعیت آن در سرشماری سال ۲۰۱۰ میلادی، ۲٬۰۹۶
نفر بوده‌است.